# Акжар (Цілиноградський район)
Акжа́р (каз. Ақжар) — село у складі Цілиноградського району Акмолинської області Казахстану. Адміністративний центр Акжарського сільського округу.
До 2023 року село називалось Прирічне.
Населення — 996 осіб (2021; 1202 у 2009, 1056 у 1999, 1143 у 1989).
Національний склад станом на 1989 рік:
- росіяни — 41 %.